# Geoffroyus geoffroyi
O papagaio-de-faces-vermelhas ou papagaio-de-bochecha-vermelha (Geoffroyus geoffroyi) é uma espécie de papagaio da família Psittaculidae encontrada na Indonésia, Papua-Nova Guiné e na ponta do norte Austrália. Existem 17 subespécies atualmente reconhecidas. É um papagaio atarracado de cauda curta com plumagem predominantemente verde. Apresenta dimorfismo sexual; o macho adulto tem bochechas vermelhas e nuca e topo da cabeça malva, enquanto a fêmea é mais opaca com cabeça marrom.

## Taxonomia
O papagaio-de-faces-vermelhas foi descrito pela primeira vez pelo naturalista alemão Johann Matthäus Bechstein, em 1811. É uma das três espécies classificadas no gênero Geoffroyus. Este gênero ocasionalmente foi fundido em Psittinus. As raças propostas sumbavensis e tjindanae são sinônimos de floresianus; stresemanni de rhodops; explorador também pode ser sinônimo de rhodops. 

### Subespécie
Dezessete subespécies do papagaio de faces vermelhas são agora reconhecidas. 
- G. g. cyanicollis (Müller, 1841) Norte das Molucas
- G. g. obiensis (Finsch, 1868) Ilhas Obi, Centro-Norte das Molucas
- G. g. rhodops (Schlegel, 1864) Sul das Molucas
- G. g. explorador (Hartert, 1901) Ilha Seram Laut (Sudeste da Ilha Seram)
- G. g. keyensis (Finsch, 1868) Ilhas Kai
- G. g. floresianus (Salvadori, 1891) West Lesser Sunda Islands
- G. g. geoffroyi (Bechstein, 1811) é a subespécie nomeada e é encontrada nas Ilhas da Sonda Menor Oriental
- G. g. timorlaoensis (Meyer, 1884) Ilhas Tanimbar
- G. g. pucherani (Souancé, 1856) Ilhas da Papuásia Ocidental e Noroeste da Nova Guiné
- G. g. menor (Neumann, 1922) Norte da Nova Guiné
- G. g. jobiensis (Meyer, 1874) Ilha Yapen e Ilha Mios Num , Baía  de Geelvink
- G. g. mysoriensis (Meyer, 1874) Ilhas Biak e Numfor, Baía de Geelvink
- G. g. orientalis (Meyer, 1891) Península de Huon, no nordeste da Nova Guiné. Possivelmente não é distinto de aruensis; A coroa do macho é ligeiramente mais pálida.
- G. g. sudestiensis (De Vis, 1890) Ilhas Misima e Tagula no Arquipélago das Luisíadas
- G. g. cyanicarpus (Hartert, 1899) Ilha de Rossel no Arquipélago das Luisíadas
- G. g. aruensis (Gray, 1858) Ilhas Aru, sul da Nova Guiné, ilhas da Papuásia Oriental
- G. g. maclennani (MacGillivray, 1913) extremo norte de Queensland

## Descrição
Tanto o papagaio de faces vermelhas macho quanto a fêmea têm plumagem verde predominantemente brilhante e corpo atarracado com cauda curta. O macho adulto tem bochechas vermelhas tingidas de rosa e rosto com uma parte de trás da cabeça e coroa azul-malva, coberturas de asas castanhas, azul sob as asas e uma mandíbula superior rosa-coral. A fêmea tem cabeça marrom e bochechas e garganta mais marrom-oliva, e bico todo marrom-acinzentado. Os juvenis também têm a coloração oliva, mas suas cabeças são mais verdes. Todos os papagaio de faces vermelhas têm olhos amarelos. Seus bicos são projetados para comer sementes e frutas. Seu padrão de voo rápido e direto é distinto e semelhante ao de um estorninho. Sua chamada é "metálica". As dimensões típicas do corpo são: altura de 250 mm (9,8 pol.), comprimento de 203 mm (8,0 pol.) e envergadura de asa de 135 a 155 mm (5,3–6,1 pol.).

## Distribuição e habitat
O papagaio-de-faces-vermelhas é encontrado na Península do Cabo York, Austrália, Indonésia, Timor Leste, Papua Nova Guiné e várias outras ilhas da região. Seus habitats naturais são: florestas secas tropicais ou subtropicais, florestas úmidas tropicais ou subtropicais de baixa altitude e florestas de mangue tropicais ou subtropicais. Eles vivem ao longo de córregos e nas florestas. 

## Comportamento
Papagaios de faces vermelhas geralmente vivem em pares e pequenos grupos familiares fora da época de reprodução. Durante a época de reprodução, as aves geralmente são encontradas em pares, mas pouco se sabe sobre seu comportamento de corte na natureza. Eles geralmente são bastante tímidos, exceto durante a alimentação. Quando se alimentam, reúnem-se em grandes grupos e são muito ruidosos e conspícuos. Eles caminham apenas curtas distâncias, pois seus pés não são estruturados para andar, mas para empoleirar-se. Eles procuram comida e sua dieta consiste em sementes, frutas (principalmente figos), flores e néctar. Frutos e sementes de Corymbia papuana, Casuarina papuana e cinzas escamosas (Ganophyllum falcatum) estão entre aqueles registrados como itens de dieta. Durante a época de reprodução, a ave fêmea escava seu ninho em um galho de árvore apodrecido. Uma ninhada geralmente contém três ovos. 

## Estado de conservação
A espécie tem um grande alcance. Há um número desconhecido de indivíduos, mas acredita-se que seus números sejam estáveis. Seu estado de conservação é classificado como Pouco Preocupante pela União Internacional para a Conservação da Natureza (IUCN).